# Mycopteris
Mycopteris, rod pravih paprati (papratnice) iz potporodice Grammitidoideae,. dio porodice Polypodiaceae, red Polypodiales. Kew ovaj rod tretira kao sinonim za Grammitis.
Rod je opisan u Brittonia 66(2): 175–179. 2014[2013]. Tipična je Mycopteris taxifolia (L.) Sundue, južnoamerička vrsta.

## Vrste
1. Mycopteris alsopteris (C.V.Morton) Sundue
2. Mycopteris amphidasyon (Kunze ex Mett.) Sundue
3. Mycopteris attenuatissima (Copel.) Sundue
4. Mycopteris costaricensis (Rosenst.) Sundue
5. Mycopteris cretata (Maxon) Sundue
6. Mycopteris grata (Fée) Sundue
7. Mycopteris leucolepis (Gilbert) Sundue
8. Mycopteris leucosticta (J.Sm.) Sundue
9. Mycopteris longicaulis (Sundue & M.Kessler) Sundue
10. Mycopteris longipilosa Sundue
11. Mycopteris martiniana Sundue
12. Mycopteris pirrensis (A.R.Sm.) Sundue
13. Mycopteris praeceps (Sundue & M.Kessler) Sundue
14. Mycopteris semihirsuta (Klotzsch) Sundue
15. Mycopteris steyermarkii (Labiak) Sundue
16. Mycopteris subtilis (Kunze ex Klotzsch) Sundue
17. Mycopteris taxifolia (L.) Sundue
18. Mycopteris zeledoniana (Lellinger) Sundue

## Sinonimi
Nema.